# كارل جون دريك
كارل جون دريك (بالإنجليزية: Carl John Drake)‏ هو عالم حشرات أمريكي، ولد في 28 يوليو 1885 في أوهايو في الولايات المتحدة، وتوفي في 2 أكتوبر 1965 في واشنطن العاصمة في الولايات المتحدة.